# Euchirus longimanus
Euchirus longimanus är en skalbaggsart som beskrevs av Carl von Linné 1758. Euchirus longimanus ingår i släktet Euchirus och familjen Euchiridae. Utöver nominatformen finns också underarten E. l. celebicus.

## Bildgalleri

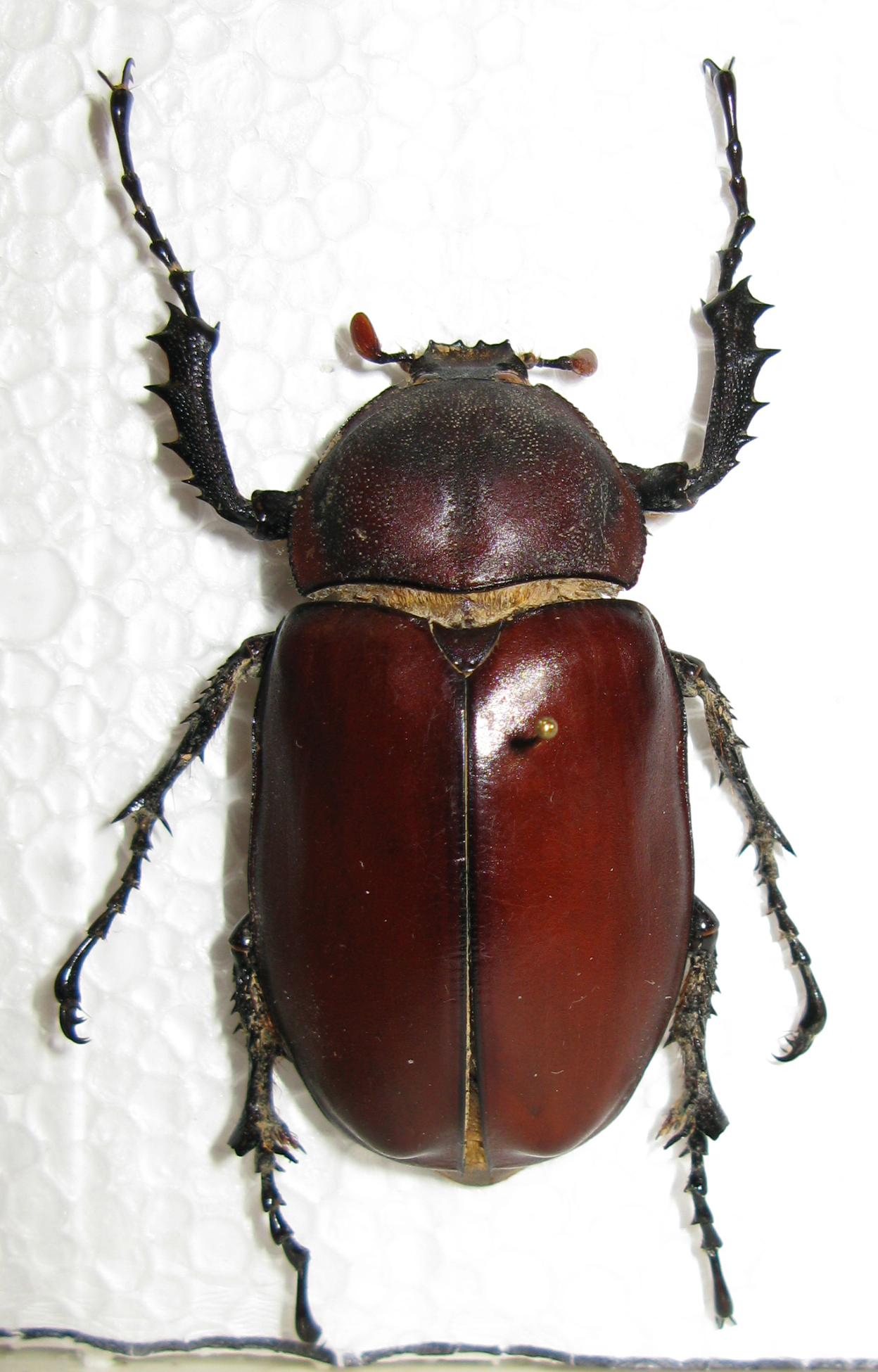
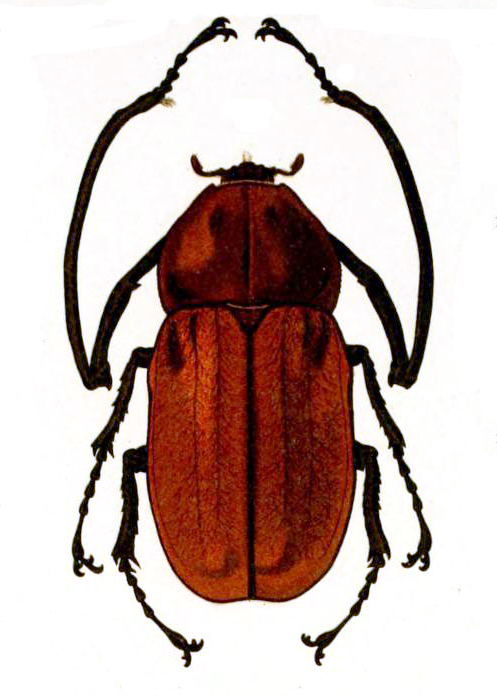
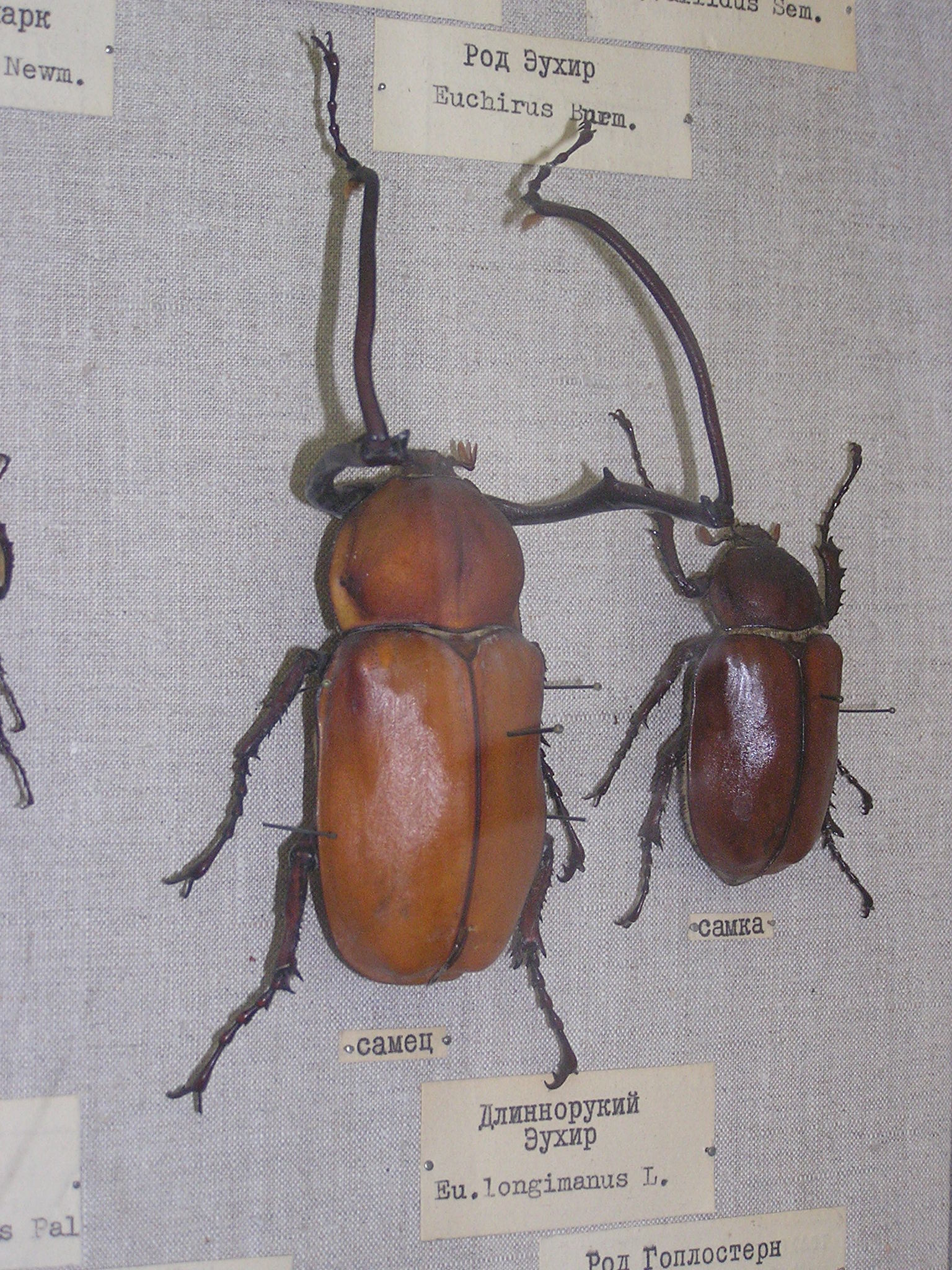
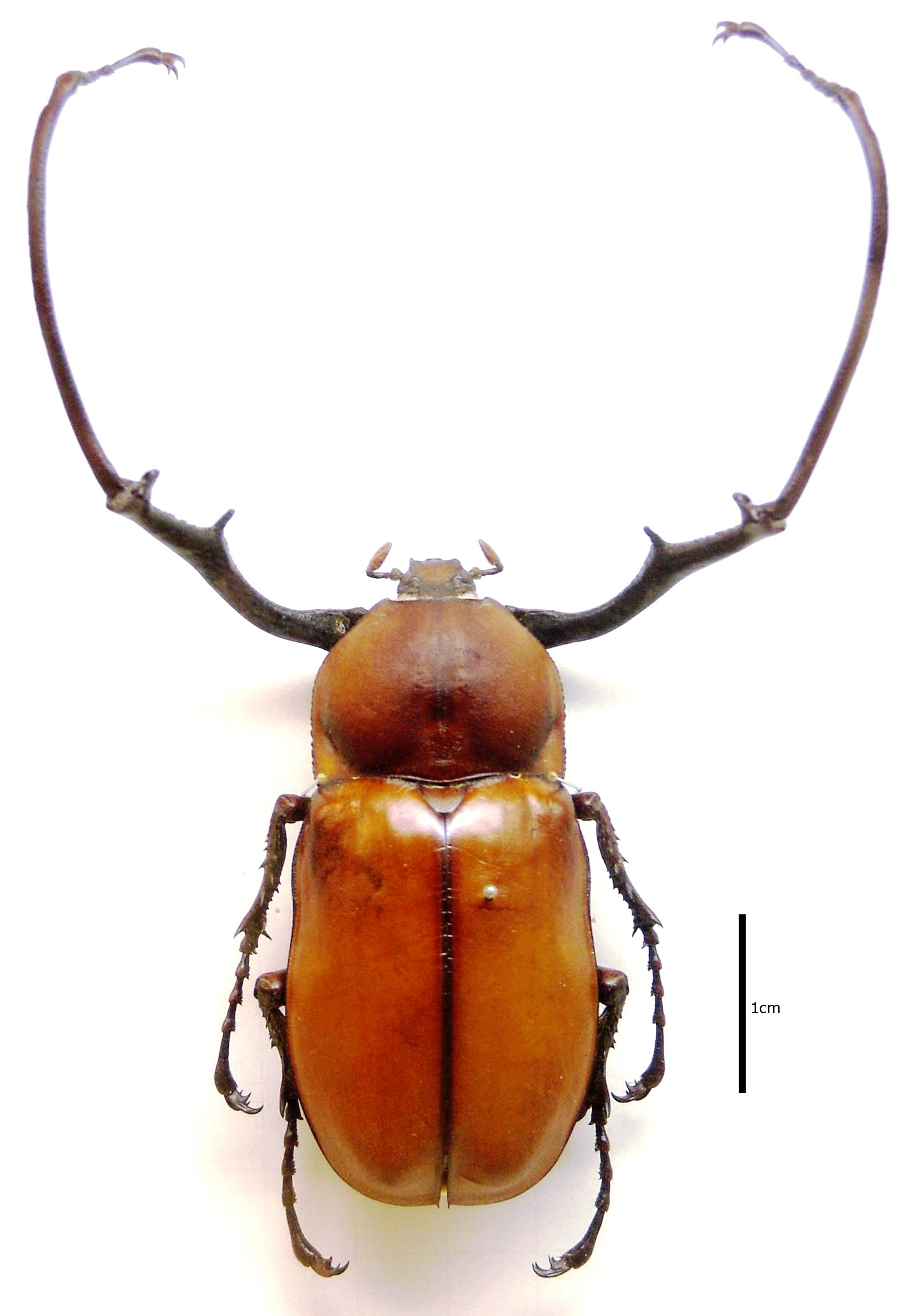
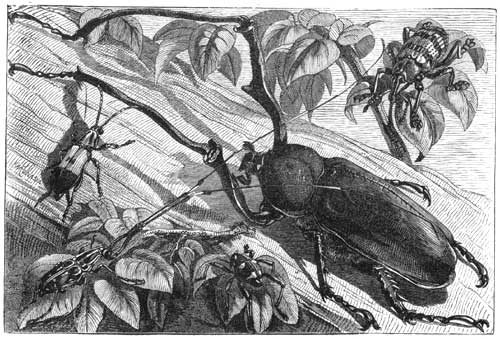